# Аркаїм (селище)
Аркаїм (рос. Аркаим) — селище у Брединському районі Челябінської області Російської Федерації.
Входить до складу муніципального утворення Калінінське сільське поселення. Населення становить 15 осіб (2010).

## Історія
Населений пункт належав до Оренбурзької губернії. Від 4 листопада 1929 року належить до Брединського району Челябінської області.
Згідно із законом від 13 вересня 2004 року органом місцевого самоврядування є Калінінське сільське поселення.

## Населення
| 2010 |
| ---- |
| 15   |